# Nicerta palawanensis
Nicerta palawanensis är en insektsart som beskrevs av Frederick Arthur Godfrey Muir 1917. Nicerta palawanensis ingår i släktet Nicerta och familjen Derbidae. Inga underarter finns listade i Catalogue of Life.